# Morti nel 1612
| Questa pagina contiene informazioni ricavate automaticamente dalle voci biografiche con l'ausilio del template Bio e di un bot. L'aggiornamento è periodico e automatico e ricostruisce completamente la pagina. Se manca una persona in questa lista, sei pregato di non aggiungerla, ma accertati piuttosto che la sua voce biografica contenga il template Bio e che i dati anagrafici siano correttamente compilati. Se il template Bio manca, inseriscilo tu stesso o, in alternativa, metti l'avviso {{tmp\|Bio}} che ne segnala la mancanza. Se i dati riportati sono sbagliati, correggi direttamente la voce biografica; le modifiche saranno visibili in questa lista entro pochi giorni. Per chiarimenti vedi il progetto biografie. La lista contiene solo le 105 persone che sono citate nell'enciclopedia e per le quali è stato implementato correttamente il template Bio. Pagina aggiornata al 26 giu 2025. |

## Gennaio(6)
- 1º gennaio - Antonio Archilei, cantante, compositore e liutista italiano (n. 1542)
- 4 gennaio - Hendrik Laurenszoon Spiegel, umanista olandese (n. 1549)
- 12 gennaio - Charles III de Croÿ, nobile e militare belga (n. 1560)
- 13 gennaio - Jane Dormer, nobildonna inglese (n. 1538)
- 20 gennaio - Rodolfo II d'Asburgo, imperatore (n. 1552)
- 28 gennaio - Silvestro Aldobrandini, cardinale italiano (n. 1587)

## Febbraio(10)
- 1º febbraio - Conor O'Devany, vescovo cattolico irlandese (n. 1533)
- 4 febbraio - Giuseppe da Leonessa, presbitero e santo italiano (n. 1556)
- 11 febbraio - Antonio Persio, filosofo italiano (n. 1543)
- 12 febbraio - Cristoforo Clavio, gesuita, matematico e astronomo tedesco (n. 1538)
- 12 febbraio - Jodocus Hondt, incisore, cartografo e editore fiammingo (n. 1563)
- 17 febbraio - Ermogene, monaco cristiano, arcivescovo ortodosso e santo russo (n. 1530)
- 17 febbraio - Ernesto di Baviera, arcivescovo cattolico tedesco (n. 1554)
- 18 febbraio - Vincenzo I Gonzaga, generale e collezionista d'arte italiano (n. 1562)
- 18 febbraio - Roberto Ridolfi, nobile italiano (n. 1531)
- 22 febbraio - García Guerra, arcivescovo cattolico spagnolo

## Marzo(4)
- 12 marzo - Lorenzo Bianchetti, cardinale italiano (n. 1545)
- 13 marzo - Beltrán de la Cueva, politico spagnolo (n. 1551)
- 26 marzo - Watanabe Hajime, militare giapponese (n. 1534)
- 29 marzo - Stephanus Zamosius, umanista, storico e numismatico ungherese (n. 1570)

## Aprile(5)
- 5 aprile - Diana Scultori Ghisi, artista italiana (n. 1547)
- 8 aprile - Anna Caterina del Brandeburgo, sovrana danese (n. 1575)
- 13 aprile - Sasaki Kojirō, militare giapponese
- 19 aprile - Anne de Perusse d'Escars de Giury, cardinale francese (n. 1546)
- 21 aprile - Andrea Ferrara, artigiano italiano

## Maggio(9)
- 5 maggio - Leonardo I de Tassis, nobile (n. 1522)
- 19 maggio - Gregorio Petrocchini, cardinale e vescovo cattolico italiano (n. 1536)
- 19 maggio - Barbara Sanseverino, nobile italiana (n. 1550)
- 19 maggio - Alfonso II Sanvitale, nobile italiano
- 19 maggio - Girolamo Sanvitale, nobile italiano (n. 1567)
- 19 maggio - Satake Yoshishige, militare giapponese (n. 1547)
- 19 maggio - Orazio Simonetta, nobile italiano
- 19 maggio - Pio Torelli, conte (n. 1578)
- 24 maggio - Robert Cecil, I conte di Salisbury, nobile e politico inglese (n. 1563)

## Giugno(5)
- 4 giugno - Baltasar Barreira, gesuita portoghese (n. 1538)
- 5 giugno - Arima Harunobu, militare giapponese (n. 1567)
- 8 giugno - Hans Leo Hassler, compositore e organista tedesco (n. 1564)
- 13 giugno - Gamō Hideyuki, militare giapponese (n. 1583)
- 13 giugno - Gaspare Pasquali, vescovo cattolico italiano (n. 1537)

## Luglio(3)
- 16 luglio - Leonardo Donà, doge (n. 1536)
- 21 luglio - Edward Seymour, visconte Beauchamp, nobile inglese (n. 1561)
- 24 luglio - Ottavio Mirto Frangipani, arcivescovo cattolico italiano (n. 1544)

## Agosto(6)
- 9 agosto - Filippo Luigi II di Hanau-Münzenberg, conte tedesco (n. 1576)
- 12 agosto - Giovanni Gabrieli, compositore e organista italiano (n. 1557)
- 18 agosto - Giacomo Boncompagni, duca italiano (n. 1548)
- 21 agosto - Marina Gamba, italiana
- 22 agosto - Girolamo Porcia, vescovo cattolico italiano (n. 1559)
- 28 agosto - John Smyth, predicatore e teologo inglese

## Settembre(7)
- 9 settembre - Nakagawa Hidenari, militare giapponese (n. 1570)
- 12 settembre - Basilio IV di Moscovia, sovrano russo (n. 1552)
- 13 settembre - Karin Månsdotter, regina svedese (n. 1550)
- 27 settembre - Piotr Skarga, teologo, scrittore e gesuita polacco (n. 1536)
- 28 settembre - Ernst Soner, filosofo e medico tedesco (n. 1572)
- 30 settembre - Federico Barocci, pittore italiano
- 30 settembre - Ercole Bottrigari, umanista e teorico musicale italiano (n. 1531)

## Ottobre(3)
- 4 ottobre - Cesare Aretusi, pittore italiano (n. 1549)
- 7 ottobre - Battista Guarini, drammaturgo, scrittore e poeta italiano (n. 1538)
- 27 ottobre - Scipione Bargagli, letterato italiano (n. 1540)

## Novembre(7)
- 1º novembre - Carlo di Borbone-Soissons, principe francese (n. 1566)
- 6 novembre - Enrico Federico Stuart, principe britannico (n. 1594)
- 10 novembre - Bernardino Poccetti, pittore italiano (n. 1548)
- 16 novembre - William Stafford, nobile e agente segreto inglese (n. 1554)
- 20 novembre - John Harington, inventore, poeta e scrittore inglese (n. 1561)
- 22 novembre - Tiburzio Passarotti, pittore italiano (n. 1553)
- 23 novembre - Elizabeth Jane Weston, poetessa inglese

## Dicembre(5)
- 5 dicembre - Ottavio Acquaviva d'Aragona, cardinale e arcivescovo cattolico italiano (n. 1560)
- 5 dicembre - Giovanni Almond, presbitero inglese
- 6 dicembre - Nikolaus Leuw, politico, condottiero e agricoltore svizzero (n. 1551)
- 8 dicembre - Carlo d'Avalos, militare e politico italiano (n. 1541)
- 22 dicembre - Francesco IV Gonzaga, nobile italiano (n. 1586)

## Senza giorno specificato(35)
- Filippo Alberti, poeta italiano (n. 1548)
- Francesco Apollodoro, pittore italiano (n. 1531)
- Giovanni Bardi, letterato, militare e scrittore italiano (n. 1534)
- Giovanni Bizzelli, pittore italiano (n. 1556)
- Marsilio Cagnati, filosofo e medico italiano (n. 1543)
- Patrizio Cajesi, pittore italiano (n. 1540)
- Francesco Cavazzoni, pittore italiano (n. 1559)
- Alexander Colyn, scultore fiammingo (n. 1527)
- Nicolas Cordier, scultore francese
- Melchiorre Crescenzi, mecenate italiano (n. 1568)
- Juan de la Cueva, poeta e drammaturgo spagnolo (n. 1543)
- Falso Dimitri III di Russia
- Philip Galle, incisore e editore olandese (n. 1537)
- John Gerard, botanico inglese (n. 1545)
- Patrick Gray, VI Lord Gray, nobile e politico scozzese
- Gioseffo Guami, compositore, organista e cantante italiano
- Itō Mancio, diplomatico giapponese (n. 1569)
- Juan de la Jaraquemada, militare spagnolo
- Orazio Lamberti, pittore italiano (n. 1552)
- Beatrice Langosco, nobildonna italiana
- Giovanni Battista Lodi da Cremona, pittore italiano (n. 1520)
- Kirsten Madsdatter, danese
- Maeda Toshimasu, militare giapponese (n. 1543)
- Giulio Polerio, scacchista italiano (n. 1548)
- Jonas Poole, esploratore inglese (n. 1566)
- Qu Taisu, funzionario e matematico cinese (n. 1549)
- Jean Ramey, pittore fiammingo
- Salvatore Ravecca, idrologo italiano (n. 1552)
- Nicolas Rémy, magistrato, storico e scrittore francese
- Rokkaku Yoshiharu, militare giapponese (n. 1545)
- Francis Stewart, V conte di Bothwell, nobile e militare scozzese
- Hans Troschel, artigiano tedesco (n. 1548)
- Usimbardo Usimbardi, religioso e vescovo cattolico italiano (n. 1552)
- George Weymouth, esploratore britannico (n. 1585)
- Girolamo da Correggio, nobile italiano